# 萨勒 (洛特-加龙省)
萨勒（法語：Salles，法語發音：[sal] ⓘ）是法国洛特-加龙省的一个市镇，属于洛特河畔新城区。

## 地理
萨勒（44°32'57"N, 0°52'16"E）面积21.58 平方千米，位于法国新阿基坦大区洛特-加龍省，该省份为法国西南部内陆省份，北起多爾多涅省，西接吉倫特省和朗德省，南至热尔省，东临塔恩-加龙省和洛特省。
与萨勒接壤的市镇（或旧市镇、城区）包括：加沃丹、孔德宰格、屈佐恩、蒙塞居尔、蒙桑普龙-利博斯、莱德河畔蒙塔尼亚克。

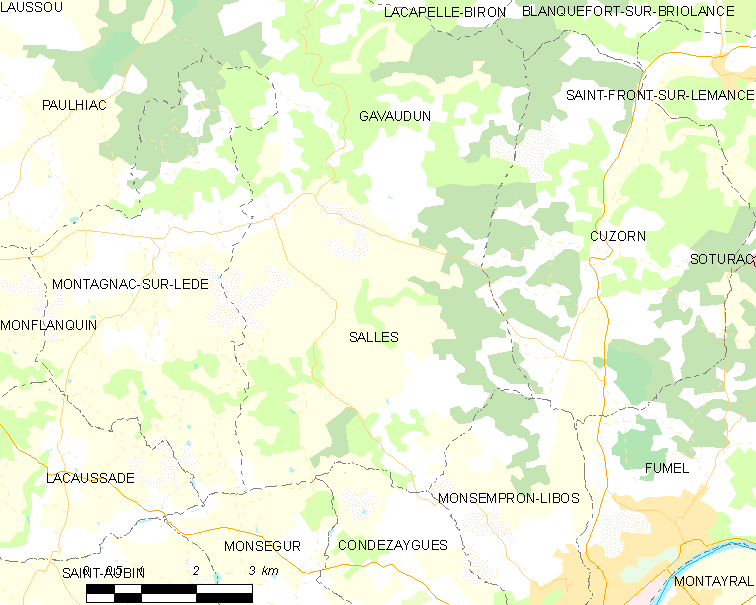
的OSM定位图

萨勒的时区为UTC+01:00、UTC+02:00（夏令时）。

## 行政
萨勒的邮政编码为47150，INSEE市镇编码为47284。

## 政治
萨勒所属的省级选区为上阿日奈-佩里戈尔县。

## 人口

1962-2008年间人口变化图示

萨勒于2022年1月1日时的人口数量为287人。